# Простак Вільсон (фільм, 1916)
Простак Вільсон (англ. Pudd'nhead Wilson) — американська кінокомедія режисера Френка Рейхера 1916 року.

## У ролях
- Теодор Робертс — Простак Вільсон
- Алан Хейл — Том Дрісколл
- Томас Міган — Чемберс
- Флоренс Дагмар — Ровена Купер
- Джейн Вульф — Роксі
- Ернест Джой — суддя Дрісколл